# Capcom Production Studio 4
 (mars 2020).
Si vous disposez d'ouvrages ou d'articles de référence ou si vous connaissez des sites web de qualité traitant du thème abordé ici, merci de compléter l'article en donnant les références utiles à sa vérifiabilité et en les liant à la section « Notes et références ».
Capcom Production Studio 4 était un studio de développement japonais de jeux vidéo. Il sera fermé à la suite d'une restructuration.
Principalement composé des créateurs des survivals horrors de chez Capcom, tel Shinji Mikami nommé à la tête du studio, avec pour collègues et collaborateurs Hideki Kamiya, Shu Takumi ou encore Hiroyuki Kobayashi.
Dans le cadre d'un accord avec Nintendo, cinq jeux développés par l'éditeur Capcom étaient initialement prévus en exclusivité sur GameCube, appelés Capcom Five. Capcom Production Studio 4 en développa finalement quatre d'entre eux (Killer 7, P.N. 03, Resident Evil 4 et Viewtiful Joe).

## Jeux développés
| Titre                                                  | Date de Sortie | Plates-formes                                                            |
| ------------------------------------------------------ | -------------- | ------------------------------------------------------------------------ |
| Dino Crisis                                            | 1999           | PlayStation, Dreamcast, Windows                                          |
| Resident Evil Zero                                     | 2000           | Nintendo 64 (version annulée)                                            |
| Resident Evil: Code Veronica                           | 2000           | Dreamcast, GameCube, PlayStation 2, PlayStation 3 (PSN), Xbox 360 (XBLA) |
| Dino Crisis 2                                          | 2000           | PlayStation, Windows, PlayStation 3 (PSN)                                |
| Devil May Cry                                          | 2001           | PlayStation 2                                                            |
| Phoenix Wright: Ace Attorney                           | 2001           | Game Boy Advance                                                         |
| Resident Evil                                          | 2002           | GameCube, Wii                                                            |
| Steel Battalion                                        | 2002           | Xbox                                                                     |
| Phoenix Wright: Ace Attorney - Justice for All         | 2002           | Game Boy Advance                                                         |
| Dino Crisis 3                                          | 2003           | Xbox                                                                     |
| P.N.03                                                 | 2003           | GameCube                                                                 |
| Viewtiful Joe                                          | 2003           | GameCube                                                                 |
| Dead Phoenix                                           | 2003           | (jeu annulé)                                                             |
| Steel Battalion: Line of Contact                       | 2004           | Xbox                                                                     |
| Phoenix Wright: Ace Attorney - Trials and Tribulations | 2004           | Game Boy Advance                                                         |
| Devil Kings                                            | 2005           | PlayStation 2                                                            |
| Killer7                                                | 2005           | GameCube                                                                 |
| Resident Evil 4                                        | 2005           | GameCube, PlayStation 2, Wii, PlayStation 3 (PSN), Xbox 360 (XBLA)       |